# グリーンアロー
グリーンアロー（英: Green Arrow）は、DCコミックスの出版するアメリカン・コミックスに登場する架空のスーパーヒーロー、及びコミックのタイトル。緑のコスチュームに身を包み、弓矢を武器とする。

## 概要
初代と2代目が存在するが、本項では特に断らない限り、初代について説明する。また、彼のサイドキック(助手)であったロイ・ハーパー(初代スピーディ、アーセナル、レッドアロー)についても説明する。

## 初代グリーンアロー

### 人物
本名：オリバー・ジョナス・"オリー"・クイーン (Oliver Jonas "Ollie" Queen)
本拠地はスターシティ。初出は『モア・ファン・コミックス』#73(1941年11月)。弓術の名人であり、また格闘技の訓練も積んでおり、常人以上の腕力や耐久力を有している。
元の彼は、大富豪でプレイボーイだった。南海への船旅で、ビジネスパートナーに裏切られた彼は海へ落とされ、孤島へ辿り着く。その島には麻薬の密売組織が存在していたが、彼は急造の弓矢でこれと戦い、壊滅させた。故郷への帰還が叶った彼は、社交界のコスチューム・パーティにロビン・フッドの仮装で参加する。そのイベントを強盗が襲ったが、彼は仮装のまま撃退した。この時、仮装の人物に「グリーンアロー」の名前がつけられた。この時期のコスチュームの頭部は帽子だったが、後にフードになった。
グリーンアローとなった彼は、自警団員として犯罪者との戦いを開始する。2代目グリーンランタン/ハル・ジョーダンと出会ったベトナムへの旅の後、オリバーは犯罪の遠因である自社の兵器製造部門を売却した。慈善事業にも意欲的に関わりはじめ、自身もロイ・ハーパーという少年を養子にする。ロイはサイドキックとなり、スピーディと名づけられた。彼はグリーンアローに似た装備を身に付けているが、色は赤を基調としていた。
この頃、彼はまだジャスティス・リーグに加入していなかったが、匿名で資金を提供していた。また、アロープレーン、アローカー、アローケイブなどの装備や施設を建造・保有していたが、それらはバットマンへのリスペクトと考えられている。この後、正式にリーグに加盟したものの、かなり若い2代目ブラックキャナリーと恋に落ちた。やや後に、以前のパートナーであるジョン・デレオンに騙され、財産を奪い取られてしまう。オリバーは挫けず、グリーンランタン/ハル・ジョーダンと共にアメリカ再発見の旅に出発し、人種差別、狂信者、環境破壊などの問題に直面する。ブラックキャナリーを伴う場合もあった。
オリバーの不在で、ロイは「指導者に見放された」と思い込み、ヘロイン中毒に陥ってしまう。養母に等しい関係のブラックキャナリーが更生に手を貸し、誘惑を絶つことができた。ロイは中央諜報局 (CBI) に所属する。一方、オリバーはリーグの方針に疑問を持ち、脱退した。『ブレイブ&ボールド』#85(1969年8月)「上院議員暗殺事件」においてコスチュームを変える。また、口ひげを生やしはじめ、態度は反抗的になった。メトロポリス上空で飛行機が爆破され、死亡したことがある。この時は、長年の親友であるパララックスことハル・ジョーダンにより復活した。死亡中はコナー・ホークがグリーンアローの名を継いでいた。2代目スピーディが登場したのは復活後である。

### 関連人物
ダイナ・ローレル・ランス
リーグの一員でスーパーヒロインの2代目ブラックキャナリー。後に結婚。
ヴァーティゴ伯爵
グリーンアローの宿敵。視覚にめまいを引き起こさせる力を持つ貴族の末裔。
クロック・キング
不治の病の妹を救うために時計のコスチュームで強盗を行うが、グリーンアローに敗北し妹は病死したため、グリーンアローを憎むようになる宿敵。

### 映像作品
初代グリーンアローの映像作品 
アニメ『ジャスティス・リーグ・アンリミテッド』
声 - キン・シュリナー
日本未放送。準レギュラーで、ブラックキャナリーとのエピソードが複数回ある。
アニメ 『ザ・バットマン』
声 - クリス・ハードウィック、日本語吹替 - 山野井仁
数話にゲスト出演。
アニメ『バットマン:ブレイブ&ボールド』
声 - ジェームズ・アーノルド・テイラー、日本語吹替 - 内田夕夜
セミレギュラーに近い。バットマンとはライバル関係にあるが、信頼も深い。
アニメ『ヤング・ジャスティス』
声 - アラン・テュディック、日本語吹替 - 山野井仁
ジャスティスリーグの一員。第1話から登場しているが、セリフのないこともある。
アニメ『グリーン・アロー』
声 - ウィル・フリードル
DC Nation Shortsの短編アニメ。現在はYouTubeの公式チャンネルで全3話が無料視聴できる。
アニメ『ジャスティス・リーグ・アクション』
声 - クリス・ディアマントポロス
ドラマ『ヤング・スーパーマン』
演 - ジャスティン・ハートリー
クラーク・ケントがスーパーマンになるまでを描いた作品。第112話（シーズン6第2話）「新しい能力」(Sneeze)でオリバー・クイーンが初登場。クラークより年長だが、20代後半程度であり、まだ若い。
クイーン産業の代表であり、大富豪。当初からグリーンアローとして活動していた。レックス・ルーサーとは寄宿舎学校時代からの縁だが、当時のレックスはイジメの対象であった（オリバーのグループがイジメていた）。
レギュラーとしてファイナル・シーズンのシーズン10まで参加しており、ヒーローチームのリーダーも務めていることから、準主役の扱い（ジミー・オルセン死亡後は、クラーク以外で唯一の男性レギュラー）。
本作ではロイス・レーンとの交際を経て、本作オリジナルキャラクターのクロエ・サリバンと結婚した。回想シーンではテス・マーサとの恋も描かれている。
ドラマ『ARROW/アロー』
演 - スティーヴン・アメル、日本語吹替 - 日野聡
オリバー・クイーン（グリーンアロー）が主役のドラマ。現代風に設定を一新している。劇中ではグリーンアローではなくアローと呼ばれる。
シーズン3終盤で表向きにアローは死んだことになっているので、シーズン4からアローの意志を受け継いだ者としてグリーンアローを名乗る。
デッドショットなどのヴィランの他、ハントレスなども登場している。シーズン2からはスレイドウィルソンがデスストロークとして登場。

## 2代目グリーンアロー

### 人物
本名：コナー・ホーク。本拠地はスターシティ。初出は『グリーンアロー』Vol.2#0(1994年10月)。
オリバーとサンドラ・ムーンデイ・ホークの息子。父親に会うことなく、仏教徒によって僧侶になるべく育てられた。全世界でベスト5に入る武術の達人だが、世間知らず。また惚れっぽい性格でもある。
父が僧院を再び訪れた際、息子とは名乗らずに彼と同行し、旅に出る。その後、彼に息子だと告げた。父の死亡後、コナーは、2代目グリーンアローとなり、跡を継いだ。父の生還後は、共にスターシティを守っている。

### 関連人物
サンドラ・ムーンデイ・ホーク
コナー・ホークの母。

## サイドキック

### 初代スピーディ

#### 人物
本名：ロイ・ハーパー
初代スピーディとしてサイドキックとなり、やがて独立し、アーセナル、レッドアローへと名を改めた。
彼は、幼い頃に山火事で父を亡くした。父は森林レンジャーであり、ナハボ族のまじない師であるブレイブ・ボウを救うために命を落としたのだった。ブレイブ・ボウは感謝の証として、孤児になったロイを引き取り、育てた。ロイは成長すると、弓矢の名手となり、同時に長距離ランナーとしても目覚しい進歩を遂げていた。グリーンアローの大ファンでもあるロイは、彼が町を訪れた際、手際よく強盗を捕らえ、そのために「スピーディ」と名づけられた。
ブレイブ・ボウの死亡後、ロイはオリバーに引き取られる。グリーンアローは「ジャスティス・リーグ」に、スピーディは「ティーン・タイタンズ」に加盟し活躍する。アローが2代目グリーンランタンと共にアメリカ再発見の旅に出た際は「見捨てられた」と絶望し、ヘロイン中毒に陥る。この危機はブラックキャナリーの助けで乗り越えることができた。
ロイは中央諜報局(CBI)に参加し、日本での任務に携わる。この時、チェシャーという美女と深い仲になるが、彼女は暗殺者であった。後に彼女はリアンという娘を産むが投獄され、ロイが引き取ることになる。
チェックメイトという組織に所属した折、ロイはスピーディからアーセナルへ名前を変えた。以後、タイタンズ、アウトサイダーズのリーダーを務め、「レッドアロー」に改名しリーグに加わった。

#### 映像作品
初代スピーディの映像作品
アニメ『バットマン:ブレイブ&ボールド』
声 - ジェイソン・マースデン、日本語吹替 - 私市淳
グリーンアローのサイドキックとして登場。
アニメ『ヤング・ジャスティス』
声 - クリスピン・フリーマン、日本語吹替 - 私市淳
第1話でグリーンアローから離反し、第6話以降、レッドアローと名乗り、第25話でリーグ入りを認められている。
ドラマ『ARROW/アロー』
演 - コルトン・ヘインズ、日本語吹替 - 遠藤純平
情報収集をする補佐的な役割をする。劇中ではスピーディではなくアーセナルと呼ばれる。

### 2代目スピーディ

#### 人物
本名：ミア・ディアデン。
幼い頃に暴力的な家庭から家出し、ホームレスとなった。売春婦として生活費を稼いでいたが、オリバーに引き取られ、青少年更正センターに預けられた。ミアはコナーとともに訓練を受けて弓術や格闘技を上達させ、新しいスピーディとなった。
過去の稼業のため、エイズに感染している。オリバーはプレイボーイの習慣が改まらず、浮き名を流している。

#### 映像作品
2代目スピーディの映像作品
ドラマ『ARROW/アロー』
演 - ウィラ・ホランド、日本語吹替 - 坂井恭子
オリバーの妹テア・クイーンというキャラクターがスピーディとして登場。

## 関連キャラクター

### アルテミス
一部の作品でサイドキック的な役割として、またライバル的な役割として登場することがある。
アルテミスの映像作品
アニメ『ヤング・ジャスティス』
声 - ステファニー・ルムラン、日本語吹替 - 中嶋ヒロ
グリーンアローのサイドキックとして、ヤング・ジャスティスに加入。
ドラマ『ARROW/アロー』
演 - マディソン・マクラフリン

### シャドウ
東洋人の女性暗殺者で、長弓の使い手。ロバートという息子を産む。日本人の友永というヤクザの娘。父は任務に失敗したため切腹して果てた。彼女は父の敵である元アメリカ軍人を暗殺するために渡米した。左肩から左腕にかけて、赤い龍の刺青をしている。
シャドウの映像作品
ドラマ『ARROW/アロー』
演 - セリナ・ジェイド、日本語吹替 - 田村睦心
ヤオ・フェイの娘。孤島において、オリバーに弓矢の極意を教える。

## 書誌情報

### 翻訳版
- DCキャラクターズ：オリジン (2015年 ISBN 978-4796875776)

小学館集英社プロダクション刊。
- グリーンアロー：イヤーワン (2016年 ISBN 978-4796875806)

小学館集英社プロダクション刊。

### 原語版
| タイトル                                  | 刊行日     | ISBN           |
| ----------------------------------------- | ---------- | -------------- |
| Green Arrow: Quiver                       | 2003年5月  | 978-1563899652 |
| Green Arrow: Year One                     | 2009年4月  | 978-1401217433 |
| Green Arrow: The Longbow Hunters          | 2012年9月  | 978-1401238629 |
| Green Arrow: A Celebration of 75 Years    | 2016年7月  | 978-1401263867 |
| Green Arrow by Kevin Smith                | 2016年7月  | 978-1401265267 |
| (1988年-1998年)                           |            |                |
| Vol.1: Hunters Moon                       | 2013年12月 | 978-1401243265 |
| Vol.2: Here There Be Dragons              | 2014年10月 | 978-1401251338 |
| Vol.3: The Trial of Oliver Queen          | 2015年6月  | 978-1401255237 |
| Vol.4: Blood of the Dragon                | 2016年1月  | 978-1401258221 |
| Vol.5: Black Arrow                        | 2016年5月  | 978-1401260798 |
| Vol.6: Last Action Hero                   | 2016年9月  | 978-1401264574 |
| Vol.7: Homecoming                         | 2017年1月  | 978-1401265748 |
| Vol.8: The Hunt for the Red Dragon        | 2017年5月  | 978-1401269036 |
| Vol.9: Old Tricks                         | 2018年1月  | 978-1401275310 |
| The New 52 (2012年-2016年)                |            |                |
| Vol.1: The Midas Touch                    | 2012年6月  | 978-1401234867 |
| Vol.2: Triple Threat                      | 2013年1月  | 978-1401238421 |
| Vol.3: Harrow                             | 2013年9月  | 978-1401244057 |
| Vol.4: The Kill Machine                   | 2014年3月  | 978-1401246907 |
| Vol.5: The Outsiders War                  | 2014年10月 | 978-1401250447 |
| Vol.6: Broken                             | 2015年5月  | 978-1401254742 |
| Vol.7: Kingdom                            | 2015年11月 | 978-1401257620 |
| Vol.8: The Nightbirds                     | 2016年7月  | 978-1401262556 |
| DC Rebirth (2016年-2018年)                |            |                |
| Vol.1: The Death and Life Of Oliver Queen | 2017年1月  | 978-1401267810 |
| Vol.2: Island of Scars                    | 2017年4月  | 978-1401270407 |
| Vol.3: Emerald Outlaw                     | 2017年8月  | 978-1401271336 |
| Vol.4: The Rise of Star City              | 2017年12月 | 978-1401274542 |
| Vol.5: Hard Travelin' Hero                | 2018年5月  | 978-1401278533 |
| Vol.6: Trial of Two Cities                | 2018年12月 | 978-1401281717 |
| ドラマ『ARROW/アロー』のコミカライズ      |            |                |
| Arrow Vol.1                               | 2013年9月  | 978-1401242992 |
| Arrow Vol.2                               | 2014年5月  | 978-1401246037 |
| Arrow Season 2.5                          | 2015年9月  | 978-1401257484 |
| Arrow: The Dark Archer                    | 2016年9月  | 978-1401263294 |

## スピンオフ
タイニー・タイタンズ
DCコミックスのサイドキック達が小学生となった日常を描いた作品。コミカルな絵柄と作風が特徴。スピーディ(ロイ・ハーパー)が登場する。

## その他のメディア
テレビドラマ、アニメ作品にもゲストやセミレギュラー、あるいは主役として登場する。太字は主要作品、それ以外は共演作品など。

### ドラマ
これら2作品では、ボイスチェンジャーを使用している（正体を隠す一環）。
- ヤング・スーパーマン (2001年-2011年)
- ARROW/アロー (2013年-現在)
- インベージョン! 最強ヒーロー外伝 (2016年)
- クライシス・オン・アースX 最強ヒーロー外伝（英語版） (2017年)

### アニメ
- ジャスティス・リーグ・アンリミテッド (2004年-2006年)
- バットマン:ブレイブ&ボールド (2008年-2011年)
- ヤング・ジャスティス (2010年-現在)
- DC Nation - グリーンアロー (2014年)

1. 『Green Arrow - "Onomatopoeiabot" (full)』 - YouTube
2. 『Green Arrow - "Cupid" (full)』 - YouTube
3. 『Green Arrow - "Brick" (full)』 - YouTube

- ジャスティス・リーグ・アクション (2016年-現在)

### ゲーム
- ジャスティス・リーグ Task Force (1995年)
- DCユニバース・オンライン (2011年)
- インジャスティス:神々の激突 (2013年)
- インジャスティス2 (2017年)

対戦型格闘ゲーム。プレイアブルキャラクターとして登場している。